# Campyliadelphus
Campyliadelphus là một chi rêu trong họ Amblystegiaceae.